# Papa Nicolau I
O Papa Nicolau I, dito O Grande ou Magno (circa 810 - 13 de Novembro de 867) foi o 105º Papa, de 24 de abril de 858 até sua morte. Nasceu em cerca de 810. 
É lembrado por ter consolidado o poder e a autoridade papal, tendo reivindicado para o papa o poder supremo para ensinar e governar, subordinando a todos. Com tal intuito, encontrou opositores que lhe causaram problemas, sendo a primeira delas com o arcebispo de Ravena, que quis tornar-se independente de Roma, mas que por fim se submeteu. Outro problema proveniente de sua tomada de posição a recusa em anular o casamento de Lotário II do Sacro Império Romano, de modo a este casar-se com a sua amante, Valdrada em 862. Um sínodo reunido em Metz justificara a separação, mas em 863 Nicolau cassou a decisão do sínodo por atentar contra a doutrina fundamental da indissolubilidade do matrimônio. Apesar de pressão por parte dos Carolíngios, a sua decisão permaneceu. Durante o seu papado, as relações com o Império Bizantino sofreram alguns reveses devido ao apoio que deu a Inácio, patriarca de Constantinopla, que tinha sido substituído por Fócio.
Foi um dos mais notáveis papas dos primórdios da Idade Média, seus contemporâneos o consideravam um profeta. A par de São Leão Magno e de São Gregório Magno, o Papa Nicolau I, recebeu o nome de Magno; e também é venerado como santo com o nome de São Nicolau Magno. Seu dia festivo é 13 de novembro. 